# Larry Hama
 (septembre 2016).
Si vous disposez d'ouvrages ou d'articles de référence ou si vous connaissez des sites web de qualité traitant du thème abordé ici, merci de compléter l'article en donnant les références utiles à sa vérifiabilité et en les liant à la section « Notes et références ».
Larry Hama  (né le 7 juin 1949) est un scénariste, dessinateur et rédacteur en chef de comics américain d'origine japonaise.

## Biographie
Larry Hama naît le 7 juin 1949. Après son service militaire, il commence sa carrière dans les comics en occupant différents postes comme lettreur, scénariste ou assistant dessinateur sur des comic strips dont Sally Forth ou Canon. Il se tourne ensuite vers l'illustration pour des revues comme National Lampoon, Esquire ou Rolling Stone. En 1978, il devient rédacteur en chef chez DC Comics, mais reste peu de temps à ce poste et part pour Marvel Comics où il s'occupe du dessin sur plusieurs séries avant de devenir scénariste. Ainsi, en 1980 il est le scénariste de la série G.I. Joe: A Real American Hero. Il est par la suite scénariste sur Les Vengeurs, Wolverine, Venom, etc.
En 2022, il est élu au temple de la renommée Will Eisner.

## Publications
- Action Force 1987 Marvel
- Barack the Barbarian 2009 Devil's Due Publishing, un  pastiche
- Before the Fantastic Four: Ben Grimm and Logan 2000 Marvel avec Kaare Andrews
- Bucky O'Hare  1991 Continuity
- Echo of Futurepast,  1984 Continuity
- G.I. Joe, A Real American Hero  (Marvel comics)
- G.I. Joe: Special Missions,  1986 Marvel
- G.I. Joe: A Real American Hero,  2010 IDW Publishing
- Conan The Barbarian 1970 Marvel
- The Savage Sword of Conan,  1974 Marvel
- Conan Saga 1987 Marvel
- Mark Hazzard: MERC  1986 New Universe
- Le Punisher: War Zone 1992 Marvel
- Elektra 1996 Marvel
- Transformers 1984 Marvel
- The 'Nam 1986 Marvel
- Marvel Premiere
- Machine Man marvel
- 'Sabretooth  1993 Marvel
- Ka-Zar
- Spooks  2008 Devil's Due Publishing
- Storm Shadow 2007 Devil's Due
- Nth Man: The Ultimate Ninja, 1989 marvel
- Wolverine (1988)
- Les Vengeurs
- Generation X  1994 Marvel
- Wild Thing,  1999 Marvel
- Wonder Woman, Batman,  Super Friends, The Warlord DC Comics